# Столкновение над Бермудским треугольником
Столкновение над Бермудским треугольником — авиационная катастрофа, произошедшая в среду 28 августа 1963 года посреди Атлантического океана, когда столкнулись два самолёта-заправщика Boeing KC-135A-BN Stratotanker американских ВВС, при этом погибли 11 человек.
Некоторые авторы связывают данную авиакатастрофу с одной из «тайн» Бермудского треугольника.

## Самолёты
Оба Boeing KC-135A-BN с бортовыми номерами 61-0319 (заводской — 18226, серийный — 541) и 61-0322 (заводской — 18229, серийный — 544) были из 823-й воздушной дивизии ВВС США, расположенной на авиабазе правительственного резерва Хомстед (штат Флорида). В армию борты 61-0319 и 61-0322 поступили соответственно 6 и 25 сентября 1962 года, то есть на момент происшествия их «возраст» был чуть менее 12 месяцев.

## Катастрофа

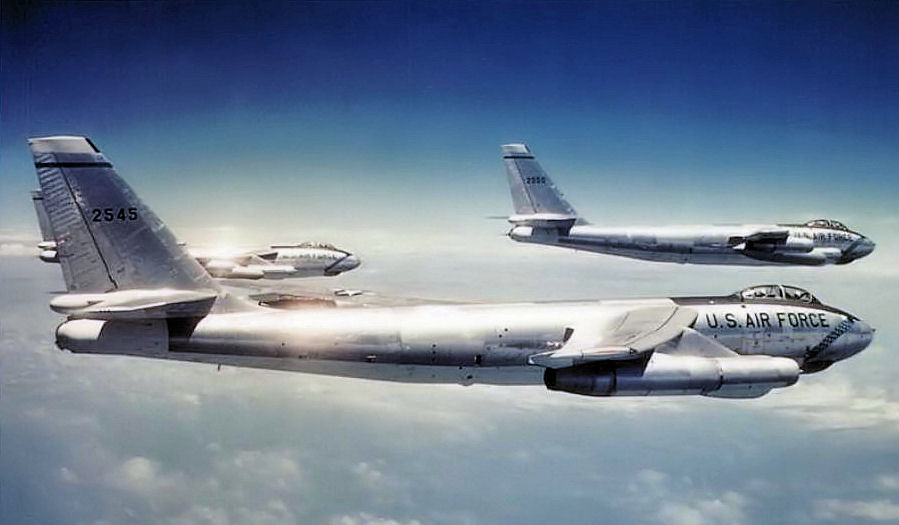
Бомбардировщики Boeing B-47 Stratojet

Оба танкера в тот день вылетели с авиабазы Хомстед и через несколько часов прибыли в район в 800 милях к северо-востоку от Майами. Там они выполнили дозаправку двух стратегических бомбардировщиков Boeing B-47 Stratojet с авиабазы Шиллинг, после чего в 12:10 доложили о возвращении на базу. В 12:37 экипажи доложили о прохождении контрольного пункта «B» в 900 милях к северо-востоку от Майами, расчётное время посадки 14:00. Это стало последним радиообменом с обоими самолётами. Согласно показаниям экипажей бомбардировщиков B-47, погодные условия в это время были хорошими. Когда в назначенное время ни один из двух KC-135A не вернулся в Хомстед, в 15 часов были начаты их поиски.

## Поисковые работы
В район последнего донесения от экипажей направились поисковые самолёты и корабли; всего к вечеру в поисковых работах были задействованы 24 самолёта и 4 корабля береговой охраны. Вечером того же дня вылетевший с Бермуд поисковый самолёт обнаружил в 300 милях к западу от островов большое масляное пятно, а прибывшие вскоре туда корабли нашли несколько спасательных жилетов, куски обшивки и прорезиненный костюм. На следующий день, 29 августа, район прочёсывали уже 50 самолётов и 36 судов. Но ещё требовалось определить, что найденные обломки действительно принадлежали одному из разбившихся самолётов. Вскоре эти доказательства были найдены: экипаж грузового судна Azalea City на полпути между Багамами и Бермудами подобрал три спасательных плота и лётный шлем, на котором было написано «Гарднер». Капитан Джералд Гарднер — член экипажа второго KC-135.
Исходя из того, что связь с самолётами прекратилась практически одновременно, при этом никто из экипажа не успел объявить чрезвычайную ситуацию, был сделан вывод, что оба самолёта столкнулись в воздухе, после чего рухнули в океан. Все находящиеся в обоих самолётах 11 человек (6 на 61-0319 и 5 на 61-0322) при этом сразу погибли.
Однако вечером в пятницу 30 августа неожиданно в 160 милях от первого места обнаружения обломков поисковый самолёт заметил на воде ещё одно поле обломков. Это противоречило первоначальному выводу о столкновении в воздухе, ведь тогда один из самолётов должен был пролететь значительное расстояние, а экипаж за это время должен был дать сигнал бедствия. При этом вероятность того, что сразу с обоими самолётами почти одновременно и очень быстро произойдут две авиакатастрофы, слишком мала. В субботу 31 августа во второй район нахождения обломков прибыли поисковые катера, которые обнаружили только свалку из морских водорослей, стволов деревьев и старый буй: в условиях вечерних сумерек экипаж поискового самолёта принял за обломки обычный мусор.
Вскоре в первом районе обломков поисковые корабли подобрали спасательный пояс № 314, который находился на борту первого KC-135. В течение последующих дней в этом районе нашли ещё обломки обоих самолётов, поэтому вывод о столкновении в воздухе был окончательно подтверждён. Спустя несколько дней поисковые работы были прекращены.